# Paradoxurus hermaphroditus

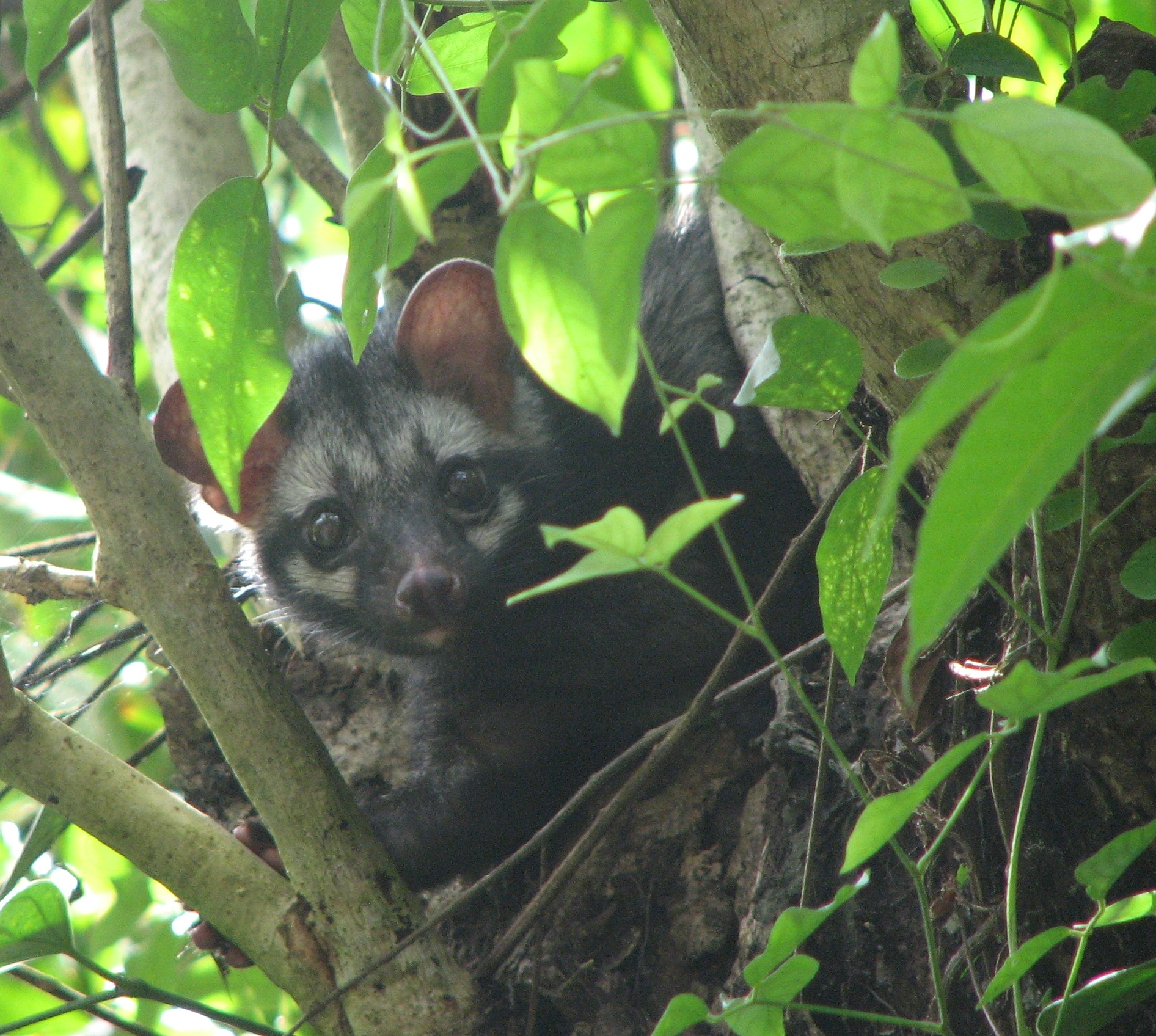
Um musang em uma árvore.

Paradoxurus hermaphroditus, também chamado de musang ou civeta de palmeira asiática, é um pequeno membro da família Viverridae nativo do Sul e do Sudeste da Ásia. Em 2008, a IUCN classificou a espécie como menos ameaçada, uma vez que ela é tolerante a uma ampla gama de habitats. É amplamente distribuído com grandes populações que, em 2008, eram consideradas pouco prováveis de estarem em declínio. Em 2012, foi sugerido que os recentes aumentos na captura dos animais para a produção de Kopi Luwak podem constituir uma ameaça significativa para as populações selvagens desse animal.